# Psychotria silhouettae
Psychotria silhouettae là một loài thực vật có hoa trong họ Thiến thảo. Loài này được F.Friedmann miêu tả khoa học đầu tiên năm 1990.